# Parlement du Kazakhstan

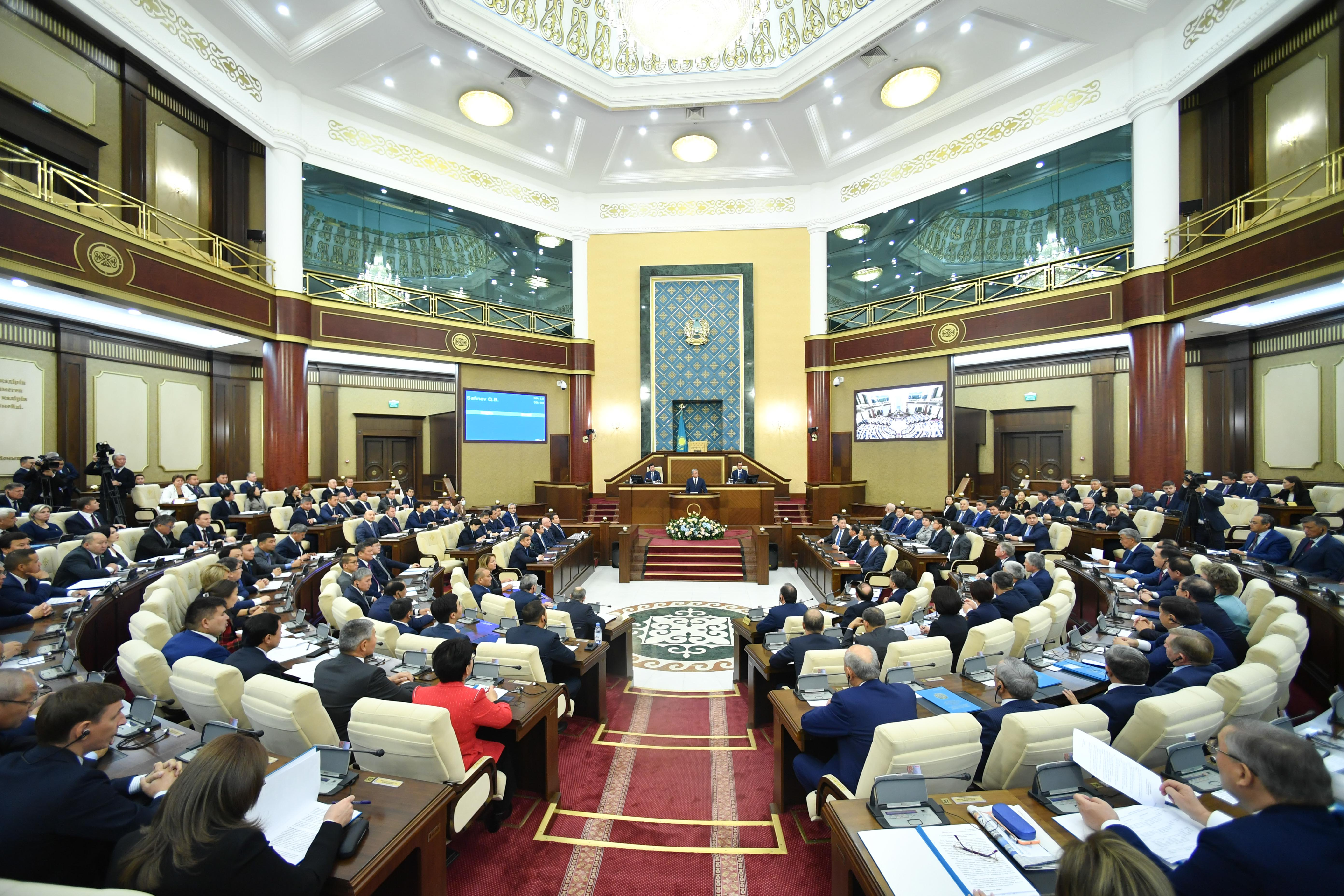
Session conjointe du Parlement du Kazakhstan en 2022.

Le Parlement du Kazakhstan (en kazakh : Қазақстан Республикасының Парламенті romanisé : Qazaqstan Respublikasynyñ Parlamentı ; en russe : Парламент Республики Казахстан romanisé : Parliament Respubliki Kazakhstan)
est l'organe législatif bicaméral du Kazakhstan. Il est composé :
- d'une chambre haute, le Sénat ;
- d'une chambre basse, le Mäjılıs.

## Histoire
Le Parlement kazakh a remplacé l’organe unicaméral du pouvoir représentatif, le Soviet suprême, qui a été formé pour la première fois en 1938 sur la base de la Constitution de la République socialiste soviétique kazakhe de 1937, puis sur la base de la Constitution de la République socialiste soviétique kazakhe de 1978 et de la Constitution de la République du Kazakhstan de 1993. Au cours de son existence, le Soviet suprême a été élu treize fois.
Au début des années 1990, des désaccords sont apparus entre le Président kazakh Noursoultan Nazarbaïev et les députés du Soviet suprême. La plupart des députés de l’époque ne travaillaient pas en permanence au Conseil suprême et cumulaient leurs fonctions avec leur emploi principal, alors que le Président prônait la nécessité d’un parlement professionnel. Souvent, les députés du Soviet suprême de la XIIe législature ont pris des décisions qui n’étaient pas appuyées par des ressources financières, ont planifié des paiements pour lesquels il n’y avait pas d’argent dans le budget. En conséquence, d’importantes dettes ont été accumulées pour les paiements sociaux. Selon les mémoires du premier Président du Kazakhstan dans le livre « Ma vie. De la dépendance à la liberté » :

« Les lois inopérantes nuisent à l’image de l’État. De temps à autre, des personnes se rassemblent devant le Parlement pour des rassemblements de protestation. À plusieurs reprises, certains participants ont entamé une grève de la faim. Les députés s’approchaient d’eux et agitaient la main : « Qu’est-ce qu’on nous reproche ? Nous avons adopté une loi qui le dit clairement, exigez que le Gouvernement respecte la loi ». Après avoir exprimé certaines de leurs idées, ils sont retournés dans leurs bureaux. C’est à cette époque qu’ont été adoptées des normes législatives telles que la retraite à 45 ans pour les laitières et les conducteurs de tracteurs. Certes, le travail des laitières et des conducteurs de tracteurs n’est pas facile et honorable, mais si nous continuons ainsi, où trouverons-nous les fonds nécessaires à leurs retraites ? Tant que l’économie n’est pas correctement développée, tant que le trésor est vide, tant qu’il n’y a pas de possibilité de payer les pensions et les salaires, de telles lois font plus de mal que de bien... Plus tard, les députés eux-mêmes ont été convaincus que cette générosité aux dépens de l’État était inappropriée, et ces normes irrationnelles ont été retirées des lois concernées. »

L’une des principales tâches du Soviet suprême de la XIIe législature était d’adopter la première constitution du Kazakhstan indépendant. De vives discussions ont eu lieu dans l’enceinte du Parlement. En particulier, l’idée du premier Président de créer un Parlement bicaméral, ainsi que l’article sur la dissolution du Parlement n’ont pas été acceptés. Le 28 janvier 1993, le Conseil suprême a adopté la Constitution du Kazakhstan avec un parlement unicaméral. Le Président du Soviet suprême de la XIIe législature était Serikbolsyn Äbdildine, qui a décidé de mener une politique indépendante du Président. Mais contrairement à la Russie voisine, où la crise constitutionnelle s’est soldée par des affrontements sanglants, au Kazakhstan tout s’est terminé par l’autodissolution du Parlement.
Le Président a affirmé que le Parlement faisait obstacle au développement des réformes, et certains députés ont également parlé de la nécessité de dissoudre tous les Conseils. Le 16 novembre 1993, le Conseil des députés du district d’Alatay, dans la ville d’Alma-Ata, a lancé un appel aux députés à tous les niveaux, dans lequel il a qualifié les Conseils de « synonymes de l’ancien régime » :

« À bien des égards, les Conseils restent synonymes de l’ancien régime et de l’ancienne idéologie. Les cadres étroits de lois désespérément obsolètes régissant le fonctionnement du système représentatif, le déclin de l’intérêt du corps des députés pour son propre travail ont accru le détachement des Conseils de la vie réelle. Leur incapacité à réaliser la volonté des électeurs devient de plus en plus évidente. Et ce n’est pas la faute du corps des députés. La raison se trouve ailleurs : dans la défectuosité fondamentale du modèle du plein pouvoir des Conseils, dans son inadéquation totale aux réalités d’aujourd’hui. »

Les députés des Conseils de tous les niveaux, jusqu’au Soviet suprême, ont commencé à démissionner de leurs pouvoirs. En moins d’un mois et demi, le système des Conseils de la République a été liquidé - plus de 25 % des députés des Conseils ont démissionné. En décembre 1993, lors de la session du Soviet suprême, il a été décidé de se dissoudre et de transférer tous les pouvoirs au Président jusqu’aux nouvelles élections. À l’époque, des critiques ont accusé le Président d’être à l’origine de cette décision. Par exemple, la députée du Soviet suprême Ludmila Filaretova a ouvertement déclaré que l’idée de dissoudre le Parlement appartenait au Président, mais elle s’est par la suite excusée pour ces paroles. Zamanbek Nourkadilov (alors chef de l’administration de la ville d’Alma-Ata) a affirmé dans une interview que l’idée de la dissolution lui appartenait.

« À l’époque, Zaguipa Baliyeva était responsable du Département juridique de l’Administration municipale. Je lui ai demandé d’apporter tous les documents juridiques concernant le Soviet suprême. Et j’ai vu, entre autres, la loi sur les Conseils locaux. Et je me suis immédiatement souvenu de la Charte du PCUS, qui disait que les organisations primaires sont la base du Parti. Donc, par analogie, la base du Soviet suprême était les organes de base du pouvoir représentatif. J’ai commencé par le Conseil du district d’Alatay à Alma-Ata. Le lendemain, sept autres Conseils de district et le conseil municipal se sont « autodissous ». Cette « initiative » a ensuite été reprise par Karaganda, puis le processus s’est étendu à l’ensemble du pays. »

Le 7 mars 1994, des élections ont eu lieu pour élire un nouveau parlement composé de 177 députés professionnels. L’Union de l’Unité Populaire (32), le Congrès Populaire du Kazakhstan (22), le Parti Socialiste du Kazakhstan (12), la Fédération des Syndicats (12) ont obtenu le plus grand nombre de voix. L’écrivain Abich Kekilbaïev devient Président du Soviet suprême. Les sessions du Soviet suprême de la XIIIe législature ont été très conflictuelles, de sorte que le Parlement n’a adopté que 7 lois en un an de travail. Le journal Kazakhstanskaïa Pravda a publié un article de la journaliste Tatiana Kviatkovskaïa affirmant que les exigences du Code électoral ont été violées dans la circonscription électorale Abylaïkhanski de la ville d’Alma-Ata. Madame Kviatkovskaïa a posé sa candidature dans cette circonscription, mais n’a pas été élue. La plainte a été longuement examinée et la Cour constitutionnelle a finalement statué que la Commission électorale centrale avait violé la constitution en outrepassant ses pouvoirs. Selon un commentaire supplémentaire de la Cour constitutionnelle, le Parlement du pays a été reconnu comme inconstitutionnel. Le 11 mars 1995, le président Nazarbaïev a signé un décret sur les mesures découlant de l’ordonnance de la Cour constitutionnelle, sur la base duquel le Parlement a été déclaré dissous.